# 克里斯托弗·博德曼
克里斯托弗·博德曼（英語：Christopher Boardman，1903年6月11日—1987年9月29日），英国男子帆船运动员。他曾代表英国参加1936年夏季奥林匹克运动会帆船比赛，联同迈尔斯·贝尔维尔、拉塞尔·哈默、查尔斯·利夫和伦纳德·马丁获得6米级金牌。